# Ivry-sur-Seine
Ivry-sur-Seine és un municipi francès, situat al departament de la Val-de-Marne i a la regió de l'Illa de França. L'any 2004 tenia 56.400 habitants.
Forma part del cantó d'Ivry-sur-Seine i del districte de Créteil. I des del 2016, de la divisió Grand-Orly Seine Bièvre de la Metròpoli del Gran París.

## Col·legis i universitats
- École des technologies numériques avancées
- ESME Sudria
- École supérieure d'informatique, électronique, automatique
- Institut polytechnique des sciences avancées
- IONIS school of technology and management

## Fills il·lustres
- Georges Perec (1936 - 1982) escriptor. Premi Médicis i Premi Renaudot